# Acerentomon kustorae
Acerentomon kustorae är en urinsektsart som beskrevs av Josef Nosek 1983. Acerentomon kustorae ingår i släktet Acerentomon och familjen lönntrevfotingar. Inga underarter finns listade i Catalogue of Life.